# Шумиха (Солтонский район)
Шумиха — упразднённый посёлок в Солтонском районе Алтайского края. На момент упразднения входил в состав Макарьевского сельсовета. Исключен из учётных данных в 1996 году.

## География
Располагался в предгорьях Алтая, в месте слияния рек Шумиха и Уруна, приблизительно в 6 км, по прямой, к северо-западу от села Макарьевка.

## История
Основан в 1726 году. В 1928 году деревня Шумиха состояла из 92 хозяйств. В административном отношении входила в состав Караканского сельсовета Солтонского района Бийского округа Сибирского края.
Решением Алтайского краевого законодательного собрания от 28.02.1996 года № 36 посёлок исключен из учётных данных.

## Население
Согласно переписи 1926 года в деревне проживало 448 человек (208 мужчин и 240 женщин), основное население — русские.